# Promises (chanson des Cranberries)
Pour les articles homonymes, voir Promise.
Singles de The Cranberries
Hollywood
(1997) Animal Instinct
(1999)
Promises est le premier single tiré de l'album Bury the Hatchet des Cranberries, sorti en 1999. Le thème de la chanson est le divorce.

## Clip
Le clip a été réalisé par Olivier Dahan et utilise une imagerie faisant référence au western et à la sorcellerie. Jean-Paul Rouve, Maurice Barthélémy et Maïwenn apparaissent dans le clip.

## Classements
| Pays                                    | Positions |
| --------------------------------------- | --------- |
| Allemagne (Media Control AG)            | 45        |
| Autriche (Ö3 Austria Top 40)            | 37        |
| Belgique (Wallonie Ultratop 50 Singles) | 21        |
| Canada (Canadian Singles Chart)         | 6         |
| États-Unis (Modern Rock Tracks)         | 12        |
| France (SNEP)                           | 32        |
| Irlande (Irish Singles Chart)           | 19        |
| Italie (FIMI)                           | 4         |
| Norvège (VG-lista)                      | 17        |
| Nouvelle-Zélande (RMNZ)                 | 20        |
| Pays-Bas (Nederlandse Top 40)           | 42        |
| Royaume-Uni (UK Singles Chart)          | 13        |
| Suède (Sverigetopplistan)               | 33        |
| Suisse (Schweizer Hitparade)            | 19        |